# Woluwe-Saint-Lambert
Woluwe-Saint-Lambert (fr.) ili Sint-Lambrechts-Woluwe (niz.) je jedna od 19 dvojezičnih općina u Regiji glavnoga grada Bruxellesa u Belgiji.
Graniči s briselskim općinama Woluwe-Saint-Pierre, Etterbeek, Schaerbeek i Evere, te s flandrijskom općinom Kraainem.

## Opis
Ova općina je bogata stambena četvrt Bruxellesa. U njoj se nalazi medicinski fakultet Katoličkog sveučilišta u Louvainu i sveučilišna bolnica Saint-Luc, kao i nekoliko radijskih i televizijskih postaja i trgovačkih centara.
U ovu četvrt vodi linija 1 briselskog metroa.

## Povijest
Mjesto se razvilo oko crkve sv. Lamberta koja je podignuta u dolini rijeke Woluwe. Ovo mjesto je u Srednjem vijeku bilo feudalni posjed Brabantske grofovije. Ovo je bilo većinom poljoprivredno mjesto sve dok obližnje gradsko plemstvo i svećenstvo nije počelo graditi dvorce u ovom kraju. Prava urbanizacija nastupila je tek početkom 20. stoljeća kad su izgrađene mnoge zgrade u stilovima Art Nouveau i Art Deco. U narednom vremenskom razdoblju mjesto je naraslo s oko dvije tisuće stanovnika koliko je imalo 1880. na oko 50.000 stanovnika.

## Vanjske poveznice
- (fr.) (nizoz.) Službena stranica općine